# Шкарупа Олександр Миколайович
Шкарупа Олександр Миколайович (нар. 8 листопада 1958, Часів Яр, Донецька область) — український театральний актор. Заслужений артист України.

## Життєпис
Вперше потяг до акторської професії Олександр відчув у п'ятому класі. Спочатку мріяв бути і льотчиком, і агрономом, але в п'ятому класі до них в школу прийшов викладач географії, який у душі був режисером, Кім Живаго. Він створив у школі театральний колектив, куди увійшов і Шкарупа. Його першою роллю був Уськін у дитячій виставі. Малому Сашкові так сподобалося, що він вирішив стати актором.
Згодом Олександр вступив до Київського театрального інституту ім. Карпенка-Карого на курс Леоніда Олійника, який закінчив у 1980 році. Спеціальність: актор драматичного театру і кіно.
Олександру Шкарупі пощастило з викладачами. На 4 курсі майбутній популярний актор мав нагоду вчитись у Ади Роговцевої. Пощастило Олександру Шкарупі грати в дипломній виставі, яку ставив великий майстер Сергій Данченко. Це була постановка «Ромео і Джульєтта», де Шкарупа грав Капулетті.
Олександр Миколайович згадує Данченка як дуже приємну, талановиту людину, але вимогливого професіонала. Саме в цей час майбутній керівник Київського національного театру ім. І. Франка переїхав зі Львова до столиці. Данченко також був випускником Леоніда Олійника, тому Леонід Артемович запросив його ставити дипломну виставу на курсі. Шкарупа каже, що Олійник працював з ними, як з дітьми, формував із зелених юнаків та дівчат майбутніх майстрів. А Данченко вже працював з ними, як зі справжніми акторами і вимагав самовіддачі. Тому що після диплому актори йшли служити в театр.
На курсі зі Шкарупою навчались Анатолій Дяченко, Валерій Чигляєв, Василь Баша.
У 1982 році головний режисер Житомирського театру Віталій Толок запросив Олександра Шкарупу до Житомира. Сюди він приїхав у 1983 році. Грав у новорічній казці.
Потім життя склалося так, що актор Олександр Шкарупа на 20 років пішов з житомирського театру. А повернувся знову в стіни театру ім. Кочерги у 2004 році. Однією з найцікавіших своїх ролей вважає Черчилля у виставі «Людина і глобус».
- З 1991 по 1996 рік — актор концертного колективу «Лелеки з під Чорнобиля» Житомирського обласного науково методичного центру народної творчості і культурно-освітньої роботи з обслуговування населення Чорнобильської зони.
- З 1997 по 1998 рік — на посаді комерційного директора театрально-видовищної діяльності Житомирської обласної асоціації закладів культури профспілок.
- З 1998 по 2003 рік обіймав посаду директора міського парку культури та відпочинку ім. Ю.Гагаріна.
- З 2004 року і по даний час — директор-розпорядник та актор Житомирського академічного українського музично-драматичного театру ім. І. А. Кочерги . У 2018 році рішенням сесії Житомирської обласної ради посаду змінено на заступника директора театру.

## Творчість
З поверненням у Житомирський театр Олександр Шкарупа зіграв десятки ролей. Також виконав роль Князя Житомира в традиційному театральному дійстві на День міста. Нині він займає посаду директора-розпорядника Житомирського академічного українського музично-драматичного театру імені І. А. Кочерги і як драматичний актор Шкарупа Олександр грає у виставах театру і користується великою популярністю серед глядачів.

### Акторські роботи
- «Божі тварі» за п'єсою М. Ладо «Дуже простенька історія» — Батько
- В. Осляк «„SHOW MUST GO ON“ або Пси на ланцюгу» (за мотивами роману Дж. Джонса[en] «Віднині і навіки») — Делберт
- М. Старицький «За двома зайцями» — Сірко
- О. Коломієць «Фараони» — Таран
- М. Кропивницький «Пошились в дурні» — Дранко
- В. Осляк «Ода радості» — Монах
- А. Цагарелі «Ханума» — Микич Котрянц
- М. Гоголь «Вій» — Сотник
- О. Толстой «Золотий ключик, або Пригоди Буратіно» — Карабас Барабас
- Р. Кіплінг «Мауглі» — Балу

## Нагороди, звання
- Звання заслужений артист України від 9 листопада 2015 року
- Диплом переможця конкурсу «Гуморина — 91», присвяченого 500-річчю Запорозького козацтва, Запоріжжя (1991)
- Подяка Української православної церкви Київського патріархату «За заслуги з відродження духовності в Україні та утвердження помісної Української православної церкви» (2012)
- Подяка Житомирської міської асоціації інвалідів «За належне розуміння потреб інвалідів і сприяння в їх вирішенні, за активну участь в благодійній діяльності та з нагоди Нового року і Різдвяних свят» (2014)
- Подяка благодійної організації «Відкриваємо двері дітям» (2015)
- Неодноразово відзначений почесними грамотами, дипломами та подяками Житомирської обласної державної адміністрації, Житомирської обласної ради, Житомирської міської ради, Міністерства культури і мистецтв України